# مناطق تاریخی بکجه
مناطق تاریخی بکجه مجموعه‌ای از آثار باستانی هستند که در سه شهر کره جنوبی به نام‌های گونگ‌جو، بویو و ایکسان قرار دارند. این آثار مربوط به آخرین دورهٔ پادشاهی بکجه هستند و به دوره‌ای از سال ۴۷۵ تا ۶۶۰ میلادی تعلق دارند، زمانی که یکی از سه پادشاهی بزرگ کره در حال شکوفایی بود (که از ۱۸ قبل از میلاد تا ۶۶۰ میلادی ادامه داشت). این سایت که به عنوان یک میراث جهانی یونسکو ثبت شده، شامل هشت سایت باستان‌شناسی می‌باشد. این سایت‌ها عبارتند از: قلعه گونگ‌سان‌سونگ (공주 공산성) و مقبره‌های سلطنتی در سونگ‌سان‌ری که به پایتخت اونگ‌جین، که اکنون گونگ‌جو نامیده می‌شود، مربوط می‌شوند؛ قلعه بوسوسان‌سونگ (부소산성) و ساختمان‌های اداری گوان‌بوک‌ری، معبد جونگ‌نیم‌سا، مقبره‌های سلطنتی نونگ‌سان‌ری، و دیوار شهر ناسونگ در سابی که اکنون بویو است؛ و همچنین قصر وانگ‌گونگ‌ری و معبد میروک‌سا در ایکسان که منطقه‌ای فرعی از پایتخت سابی بوده است.